# 陸軍兵器本部
陸軍兵器本部（りくぐんへいきほんぶ）は、日本陸軍の兵器製造と補給を統括する機関で、陸軍省の外局である。

## 概要
日中戦争に伴う補給と軍備充実のための兵器需要の増大が、兵器行政の効率化を促した。そのため、1940年（昭和15年）4月1日、陸軍兵器廠と陸軍造兵廠を統合し新組織の陸軍兵器廠とした。新兵器廠を統括する陸軍兵器本部が設けられ、兵器補給廠（兵器支廠を改称）、造兵廠（工廠を改称）を下部組織とした。これにより兵器資材の製造、修理、調弁、貯蔵、補給を一元的に処理する体制を整えた。
戦局の悪化に伴い、さらに兵器行政の一元化が求められ、1942年（昭和17年）10月、陸軍兵器行政本部に統合され陸軍兵器本部は廃止された。

## 歴代本部長
- 斎藤弥平太 中将：1940年4月1日 -
- 小須田勝造 中将：1942年7月1日 - 10月15日

## 所属組織
- 次長
  - 小須田勝造 中将：1940年4月1日 - 1942年7月1日
- 企画部長 
  - 長野祐一郎 少将：1940年4月1日 -
  - 酒井康 中将：1941年3月1日 -
- 総務部長 
  - 伴健雄 少将：1940年4月1日 -
  - 国武三千雄 少将：1941年3月1日 -
- 作業部長 
  - 長谷川治良 少将：1940年4月1日 -
- 補給部長 
  - 吉田嘉猷 少将：1940年4月1日 -
- 技術部長 
  - 相馬癸八郎 少将：1940年4月1日 -
- 会計部長 
  - 前川敬悦 少将：1940年4月1日 -
- 幹部候補生隊
- 東京第一陸軍造兵廠
  - 第1製造所
  - 第2製造所
  - 第3製造所
  - 東京第1造兵廠研究所
- 東京第二陸軍造兵廠
  - 板橋製造所
  - 多摩製造所
  - 宇治製造所
  - 岩鼻製造所
  - 忠海製造所
  - 東京第2造兵廠研究所
- 相模陸軍造兵廠
  - 第1製造所
- 名古屋陸軍造兵廠
  - 鳥居松製造所
- 大阪陸軍造兵廠
  - 第1製造所
  - 第4製造所
  - 播磨製造所
  - 枚方製造所
- 小倉陸軍造兵廠
  - 第1製造所
- 仁川陸軍造兵廠
- 南満陸軍造兵廠（奉天）
- 東京陸軍兵器補給廠
- 千葉陸軍兵器補給廠
- 名古屋陸軍兵器補給廠
- 大阪陸軍兵器補給廠
- 岡山陸軍兵器補給廠
- 広島陸軍兵器補給廠
- 小倉陸軍兵器補給廠
- 平壌陸軍兵器補給廠
- 南満陸軍兵器補給廠（奉天）
- 台湾陸軍兵器補給廠（台北）